# Gone Too Soon
A Gone Too Soon Michael Jackson amerikai énekes kilencedik, utolsó kislemeze Dangerous című albumáról. Szerzői Larry Grossman és Buz Kohan, producerei Jackson és Bruce Swedien. A dalban zenél többek közt David Paich, Steve Porcaro, Michael Boddicker, Abraham Laboriel és Paulinho Da Costa. A dalt Jackson barátja, Ryan White emlékének ajánlotta, ő egy indianai tizenéves volt, akit kirúgtak iskolájából, miután AIDS-es lett. A kislemez 1993-ban december 1-jén, az AIDS világnapján jelent meg. Több országban mérsékelt sikert aratott.
A dal videóklipjében, melyet Bill DiCicco rendezett, több felvételen látható Jackson és White együtt, és White temetését is láthatjuk. Jackson élőben is előadta a dalt Bill Clinton első elnöki beiktatásán, ezt a felvételt is használták a dal reklámozásához.

## Háttere
Ryan White amerikai tinédzserfiú az Indiana állambeli Kokomo városában élt, és USA-szerte az AIDS-áldozatok jogaiért való harc jelképe lett, miután betegsége miatt kirúgták az iskolából. A hemofíliában szenvedő fiút véletlenül fertőzték meg vérátömlesztéskor. 1984-ben diagnosztizálták nála a HIV-fertőzést, és azt jósolták, nem fog hat hónapnál tovább élni. Bár az orvosok határozottan állították, hogy nem jelent fertőzésveszélyt másokra, az AIDS akkoriban még kevéssé ismert betegség volt, és bár White vissza akart térni az iskolába, a tanárok és a többi diák szülei összefogtak ellene. Hosszú jogi küzdelem kezdődött, amivel sokat foglalkozott a média. White országszerte ismert lett, és ismertségét arra használta fel, hogy oszlassa az AIDS körüli tévhiteket.
White ebben az időben ismerkedett meg és barátkozott össze Michael Jacksonnal. A fiú anyja, Jeanne White így jellemezte barátságukat: „Nagyon jól kijönnek. Jól érzik magukat együtt. Michael úgy kezeli Ryant, mintha nem is lenne beteg, Ryan pedig úgy kezeli Michaelt, mintha nem lenne világsztár.” Jackson egy vörös Ford Mustangot vett White-nak, és anyjával együtt meghívta kaliforniai birtokára, Neverlandre. White orvosait is meglepte azzal, hogy öt évvel tovább élt, mint amennyit előrejeleztek neki, és 1990 áprilisában halt meg, röviddel azelőtt, amikor befejezte volna a középiskolát. Temetésén részt vett Jackson, valamint Elton John brit zenész – aki The Last Song címmel szintén írt egy dalt White-ról –, Phil Donahue médiaszemélyiség, Barbara Bush first lady, és 1000 további gyászoló.
A Gone Too Soont Larry Grossman és Buz Kohan írta White emlékére. A dal prelúdiumát Marty Paich amerikai zeneszerző szerezte és ő a karmester is. Bruce Swedien, aki korábban Jackson Thriller című albumán dolgozott, a keverést végezte és a dal társproducere is lett. A végleges változat előtt Jackson egy demóváltozatot is felénekelt kicsit más szöveggel, ez hivatalosan sosem jelent meg.

## Fogadtatása
A Gone Too Soon 1993. december elsején, az AIDS-világnapon jelent meg a Dangerous album utolsó kislemezeként. Számos országban sikert aratott. A brit kislemezlistán a 33. helyet érte el, ezzel ez lett Jackson kilencedik top 40 slágere az albumról. Ezzel újra elérte saját rekordját, amit előző, Bad című albuma kislemezeivel állított fel.
A Toronto Star munkatársa, Peter Howell szerint a dal „egyszerűen gyönyörű óda Ryan White fiatal AIDS-áldozathoz”. A Kansas City Star szerint a dal túl édeskés. A Miami Herald megjegyezte, hogy Jackson a dalban „újra felfedezte falzetthangját”, a Milwaukee Journal Sentinel szerint pedig az énekes tenorja egy Broadway-musical lassú számához is illene. Edna Gundersen, a USA Today munkatársa a Dangerous dalairól írt kritikájában azt írta, a „tündérmesei klisékkel” teli dalt Jackson érzelmes előadásmódja menti meg. Szerinte a dal „szégyentelenül Disneys”. A Worcester Telegram Gazette szerint a dal „zenekari kísérettel nyakon öntött ballada tele sekélyes kisfiú-ártatlansággal”. David Browne, az Entertainment Weekly újságírója szerint a dal a „hozzá hasonlóan melodramatikus Off the Wall-sláger, a She’s Out of My Life új köntösben”, és kiemeli, hogy Jackson mindkét dal végén sír.

## Videóklip és fellépések
A Gone Too Soon videóklipjét Bill DiCicco rendezte. A felvételeken Jackson és White láthatóak, valamint rövid részlet White temetéséről. A házi videófelvételeket White anyja, Jeanne adta a kliphez. Jeanne White a forgatáskor azt mondta a készülő klipről, hogy azt fogja tükrözni, Jackson mennyire törődött a beteg fiúval. A klip felkerült Jackson 1993-ban megjelent Dangerous – The Short Films című videókazettájára. A dalt Jackson előadta Bill Clinton amerikai elnök beiktatási ünnepségén. Az erről készült felvételt is felhasználták a dal promóciójához. Jackson felhasználta az alkalmat, hogy megkérje az elnököt, hogy támogassa az AIDS-kutatást.

Szeretnék kérni egy percet ezen a nagyon nyilvános ünnepségen, hogy valami nagyon személyesről beszéljek. Egy kedves barátomról van szó, aki már nem lehet velünk. Ryan White a neve. Hemofíliás volt, és tizenegy éves korában diagnosztizálták nála az AIDS vírusát. Nem sokkal tizennyolc éves kora után halt meg, abban a korban, amikor a legtöbb fiatal kezdi felfedezni az élet csodálatos lehetőségeit. A barátom, Ryan intelligens, bátor és hétköznapi fiatalember volt, aki soha nem akart jelkép vagy egy halálos betegség képviselője lenni. Az évek során számos vicces, boldog és fájdalmas pillanatában osztoztam, és vele volta rövid, de eseménydús útja végén is. Ryan elment, én pedig, ahogy bárki más, akinek szerettei közül valaki AIDS-ben halt meg, nagyon hiányolom. Elment, de szeretném, ha nem élt volna hiába. Remélem, Clinton elnök úr, hogy ön és kormánya biztosítja azokat a forrásokat, amelyek szükségesek a barátom életét követelő és oly sok ígéretes életet félbeszakító halálos betegség megszüntetéséhez.

## A dal utóélete
A Gone Too Soon egy Martin Luther Kingről szóló színdarab címe is; Jackson dala elhangzik benne a második felvonás végén.
Diána walesi hercegné szintén sokat tett a HIV-fertőzöttek társadalmi elfogadottságáért; az 1980-as években az egyik első közszereplő volt, akit HIV-fertőzöttek társaságában fényképeztek. Diana egyben Jackson rajongója és barátja is volt. Mikor Diana 1997 augusztusában meghalt, Jackson engedélyével a Gone Too Soon felkerült egy Diana emlékére összeállított válogatásalbumra, melynek bevételeit a hercegnéről elnevezett jótékonysági alapítvány kapta.
Michael Jackson 2009 júniusában szívrohamban meghalt. Temetési szertartására július 7-én került sor a Los Angeles-i Staples Centerben, előtte a család egy privát szertartáson vett részt a Forest Lawn Memorial Parkban. A Staples Center-beli szertartást több mint egymilliárd ember nézte. Usher R&B-énekes előadta a Gone Too Soont Jackson emlékére, és könnyes szemmel fejezte be a dalt, miközben megérintette Jackson koporsóját.

## Dallista
CD kislemez
1. Gone Too Soon – 3:22
2. Human Nature – 4:06
3. She’s Out of My Life – 3:38
4. Thriller – 5:57

CD kislemez (promó)
1. Gone Too Soon – 3:22
2. Gone Too Soon (Instrumental) – 3:22

## Helyezések
| Slágerlista                     | Legmagasabb helyezés |
| ------------------------------- | -------------------- |
| Brit kislemezlista              | 33                   |
| Francia kislemezlista           | 32                   |
| Holland kislemezlista           | 20                   |
| Német kislemezlista             | 45                   |
| Svájci kislemezlista            | 33                   |
| Új-zélandi kislemezlista        | 6                    |
| Zimbabwei kislemezlista         | 3                    |
| Slágerlista (2009)              | Legmagasabb helyezés |
| USA Billboard Hot Digital Songs | 67                   |

## Feldolgozások
Babyface és Stevie Wonder duettként adták elő a dalt a Babyface Unplugged koncerten, 1997-ben. Babyface 2009 júniusában és júliusában is előadta a dalt Jackson emlékére.